# 國際展覽業協會
國際展覽業協會，又译作全球展览业协会（舊稱，簡稱UFI），是一個商業展覽辦理、展覽會場管理、國際展覽業公協會與相關夥伴的合作及審查機關，在1925年4月15日於義大利米蘭成立，目前總部設在法國巴黎。
在成立當時，是透過波爾多、布魯塞爾、布達佩斯、科隆、格但斯克、法蘭克福、萊比錫、卢布尔雅那、利沃夫、里昂、米蘭、下諾夫哥羅德、帕多瓦、巴黎、布拉格、利貝來茲、烏得勒支、瓦倫西亞、維也納、札格拉布等二十個歐洲地區的貿易組織組成這個協會。

## 發展簡史

UFI的舊版標誌

由於展覽會數量過多，展出水平與經濟效益下降。为了使展覽业出現的混亂局面得到改善，创始人于1925年在義大利米蘭成立此協會。
起步階段（1925年─1937年）
- 加強歐洲地區商展組織間以及國際貿易往來的合作關係，在第一次世界大戰後的1937年，就已經有33個成員組織。

國際市場的挑戰（1947年─1956年）
- 協會總部從米蘭搬到巴黎。
- 24個成員組織為了恢復經濟蕭條而努力。
- 為了促使貿易公平化，歐洲以外的相關公協會組織也加入了這個協會。

經濟蛻變時期（1957年─1975年）
- 為了使商展品質管理的機能顯著，加上各國經濟迅速發展的關係，個別展覽的成員組織取消，反而是各國貿易相關公協會成為新的招收對象，但是個別展覽依舊仍有機會獲得UFI認證展覽的權利。

各國經濟成熟期（1976年─1990年）
- 由於貿易全球化的關係，協會目標改採促成工業化國家與開發中國家的商展整合與輔助指導，並提供課程教學，以培養展覽籌備與辦理之相關專業人才。

行銷著重時期（1991年─2000年）
- 在1991年時，成員數達到153個公協會，歐洲的110個為最多，其次是亞洲的21個，非洲的9個，南美洲與北美洲各為7個及5個，大洋洲則是澳洲的1個。
- 除了加強教育訓練，另外也在各大洲的重要城市設立聯絡的分部，並開辦教育訓練研習會。

新視野的拓展（2001年─）
- 在2000年11月2日，與國際展覽管理協會（International Association for Exhibition Management）促成合作夥伴後，開始加強各國展覽業與重大展覽會的品質管理與合作關係，到了2007年，增加到325個成員組織。

## 各大洲分會
由於UFI在二次大戰後，歐洲地區以外的展覽業相關公協會也積極成為UFI的會員協會，因此，UFI也在各大洲成立分會，以利各國的公協會組織與各大洲的主要分會達成快速的聯繫。除了歐洲以外，在亞太地區、非洲中東地區、美洲等都有設立。

## UFI認證展覽
為了提升國際展會的品質，並且要防止某些國家，藉由展會來侵害他人權利以及相關商標，於是，認證制度也就此產生，而獲得此項殊榮的展會，條件也非常嚴格，該項活動必須舉辦過兩次以上，國外參展商必須是全部參展商的10%以上，國外買主也必須是全部參觀者的5%，而主辦展會活動的單位，可以不是UFI旗下的公協會成員，但必須在國際上有一定名氣，認證並審核通過後，才能在展會中掛上認可標章。

## 重要活動

### UFI行銷大獎
為了要鼓勵推展知名國際商展，而由UFI旗下的行銷委員會辦理的活動，每年主題不一，因此也會選出不同的展覽作為年度最佳展覽，第七屆（2007年）預計將在6月19日於西班牙畢爾包舉辦的2007年UFI大會中公佈獲獎的展覽。
歷屆獲選名單
| 年次   | 主題                                                                                       | 獲獎展覽或組織名稱                |
| ------ | ------------------------------------------------------------------------------------------ | --------------------------------- |
| 2001年 | 最受參觀者與參展廠商忠誠的展覽 （Best Visitor/Exhibitor Loyalty Programme）                | 紐倫堡國際玩具展                  |
| 2002年 | 最獲參觀者人心的展覽 （Best Visitor Winning Programme）                                    | 荷蘭VSK工程展                     |
| 2003年 | 最能增進國際參與的展覽 （Best Programme to Increase International Participation）          | IFAT國際能源暨水資源展            |
| 2004年 | 最佳媒體公共關係展覽 （Best Press & Media Relations Programme）                            | 比利時國際種植暨製酒展（VINARIA） |
| 2005年 | 利用新技術讓顧客滿意的展覽 （Best Customer Satisfaction Programme Using New Technologies） | 德國慕尼黑體育用品展（ISPO）      |
| 2006年 | 最佳創意並贏得參觀者人心的組織 （Best Ideas to Win Customers）                             | 新加坡Suntec國際展會中心          |

## 例行年會
每一年都會選定知名城市進行，主要是為了要強化各國展覽業的組織體系，與各大洲展覽經驗交流，並且針對UFI走向進行檢討，目前已經成功舉辦了七十三屆，最近一次是在2006年11月8日─11月11日於北京嘉里中心飯店進行，而第七十四屆預計於2007年10月24日─10月27日在UFI的所屬城市進行。

## 旗下組織
| 組織名稱                                                                                | 任務內容                                                                                           | 主任委員                                 | 副主任委員                               |
| --------------------------------------------------------------------------------------- | -------------------------------------------------------------------------------------------------- | ---------------------------------------- | ---------------------------------------- |
| 行銷委員會 （Marketing Committee）                                                      | - 推廣UFI認證展覽（UFI Approved Event） - 在2001年起，另外辦理了UFI行銷大獎（UFI Marketing Award） | 貝力斯洛‧齊麥克 （Berislaw Cizmek）      |                                          |
| 管理委員會 （Operations Committee）                                                     | 協助解決展覽會辦理問題                                                                             | 安妮特‧斯拉提 （Annette Slotty）         | 胡恩‧卡洛斯‧哥梅斯 （Juan Carlos Gomez） |
| 資訊與通訊技術委員會 （Information & Communication Technologies Committee）             | 提供各國展覽組織新的展會辦理技術                                                                   | 阿里‧布蘭恩 （Arie Brienen）             |                                          |
| 貿易商展調查委員會 （Statistics and Transparency of Trade Fairs/Exhibitions Committee） | 調查各國商展舉辦狀況，進而決定該商展是否能夠成為UFI認證展覽（UFI Approved Event）                  | 曼弗雷德‧伍澤胡佛 （Manfred Wutzlhofer） | 梅夏斯‧特雷恩 （Mathias Treinen）        |
| 公協會組織委員會 （Committee of the Associations）                                      | 與各國展覽業相關公協會協調展覽相關認證與入會業務                                                   | 波古斯洛‧薩魯斯基 （Boguslaw Zalewski）  | 赫曼‧克雷西 （Hermann Kresse）           |